# ملبورن (آرکانزاس)
ملبورن (آرکانزاس) (به انگلیسی: Melbourne, Arkansas) یک شهر در ایالات متحده آمریکا با جمعیت ۱٬۶۷۳ نفر است که در آرکانزاس واقع شده‌است.

## موقعیت جغرافیایی
موقعیت جغرافیایی شهرها و مناطق اطراف به شرح زیر است: